# Cephalotaxus sinensis
Cephalotaxus sinensis är en barrträdart som först beskrevs av Alfred Rehder och Ernest Henry Wilson, och fick sitt nu gällande namn av Hui Lin Li. Cephalotaxus sinensis ingår i släktet Cephalotaxus och familjen Cephalotaxaceae. IUCN kategoriserar arten globalt som livskraftig. Inga underarter finns listade i Catalogue of Life.

## Bildgalleri

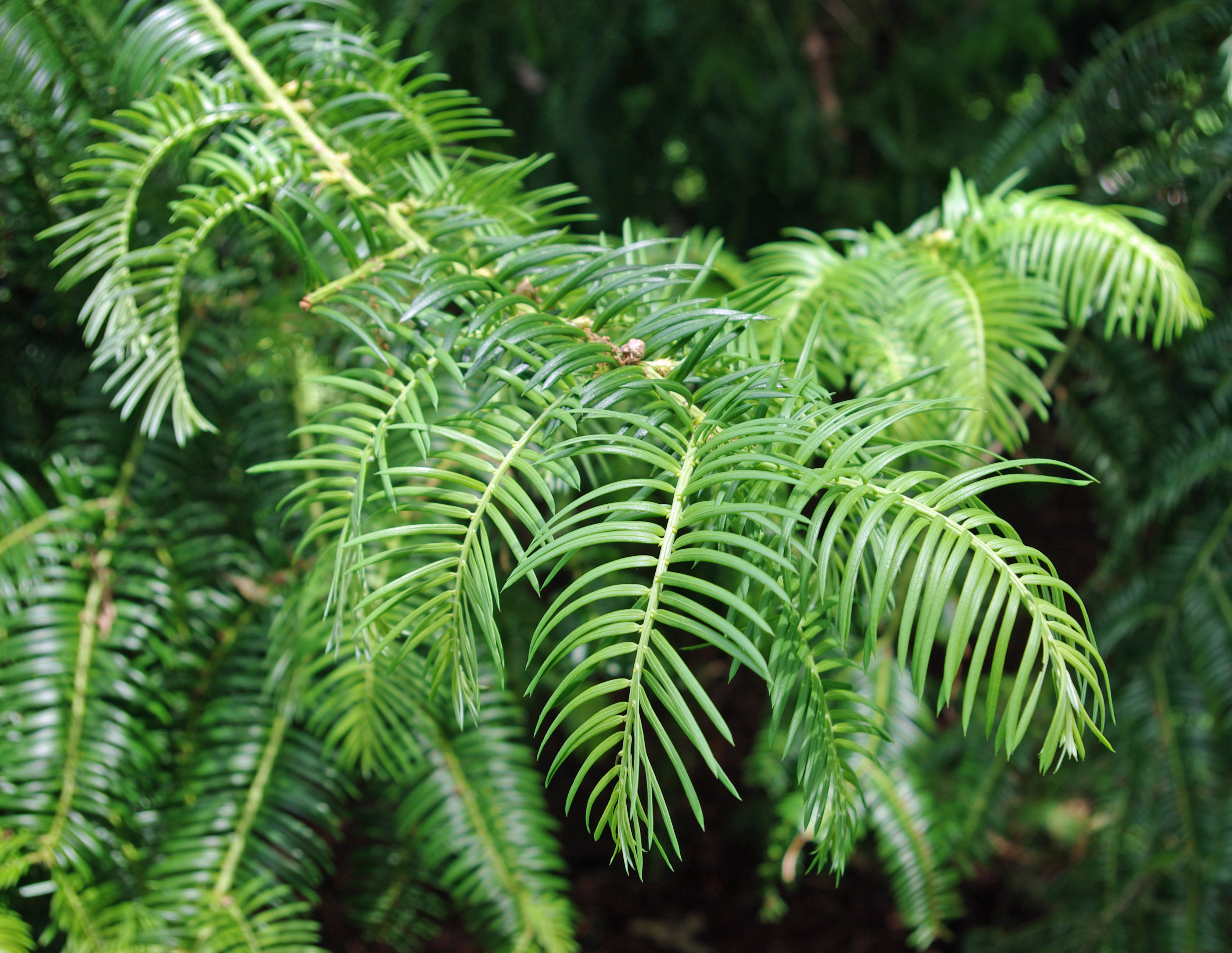
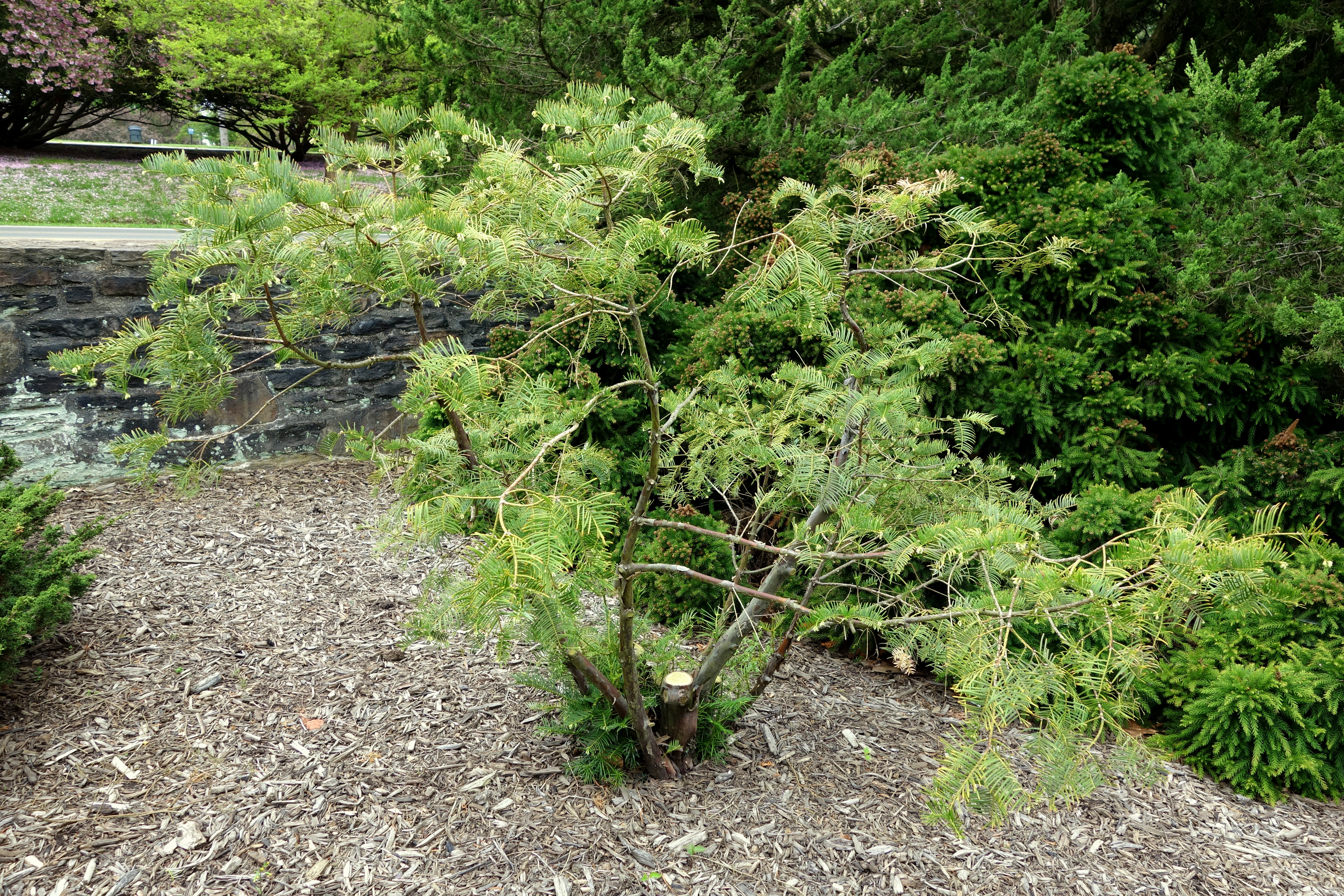
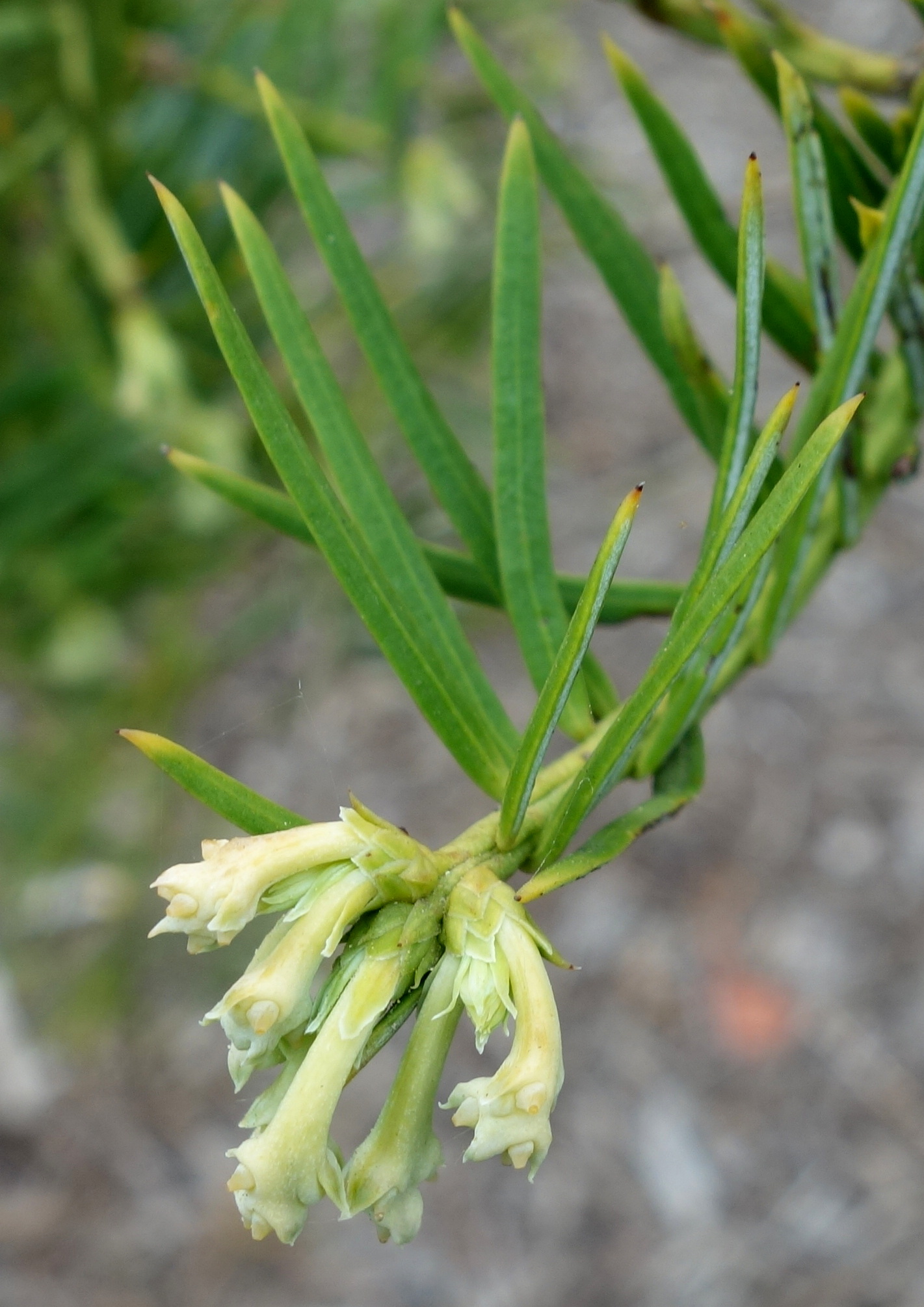
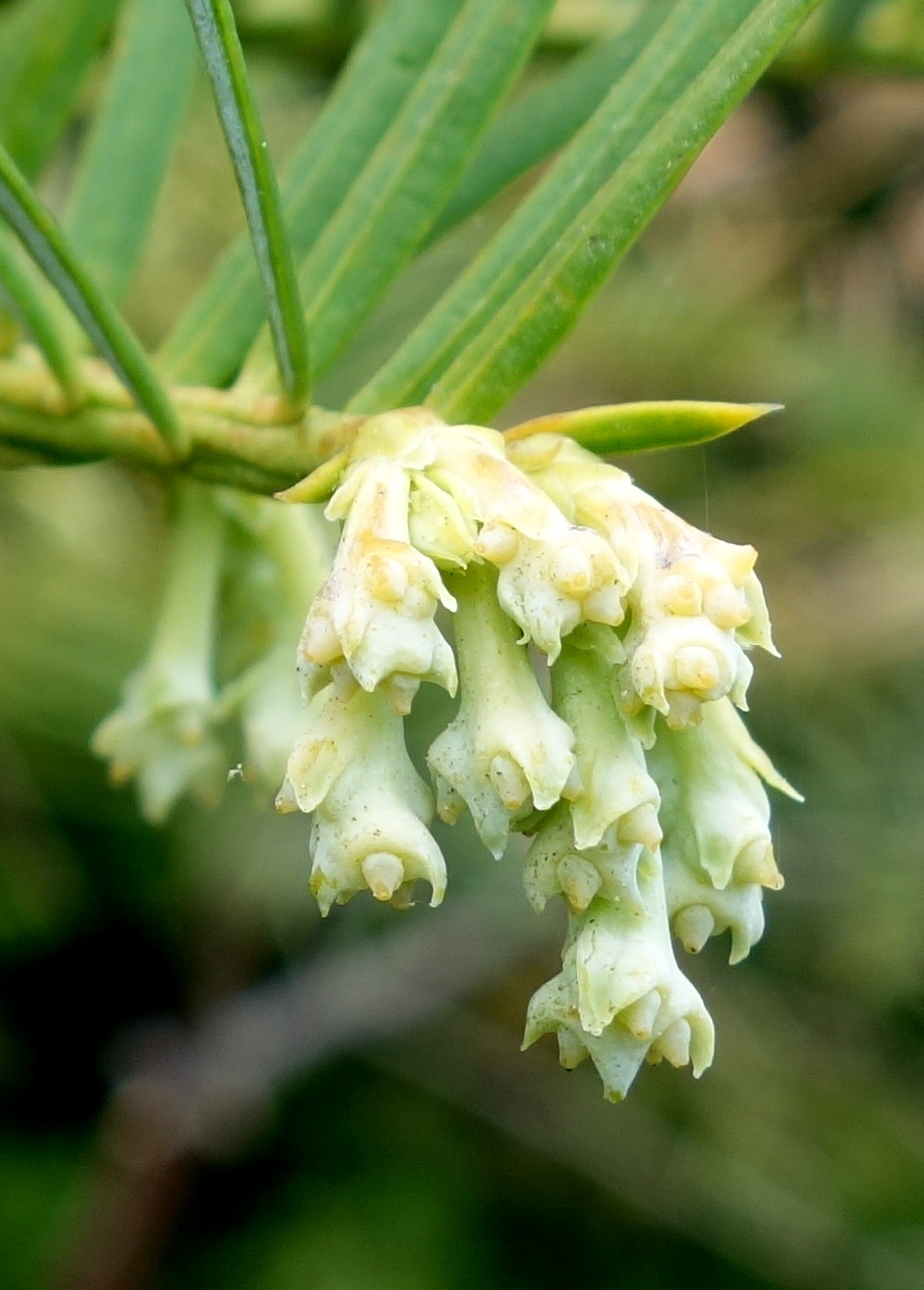
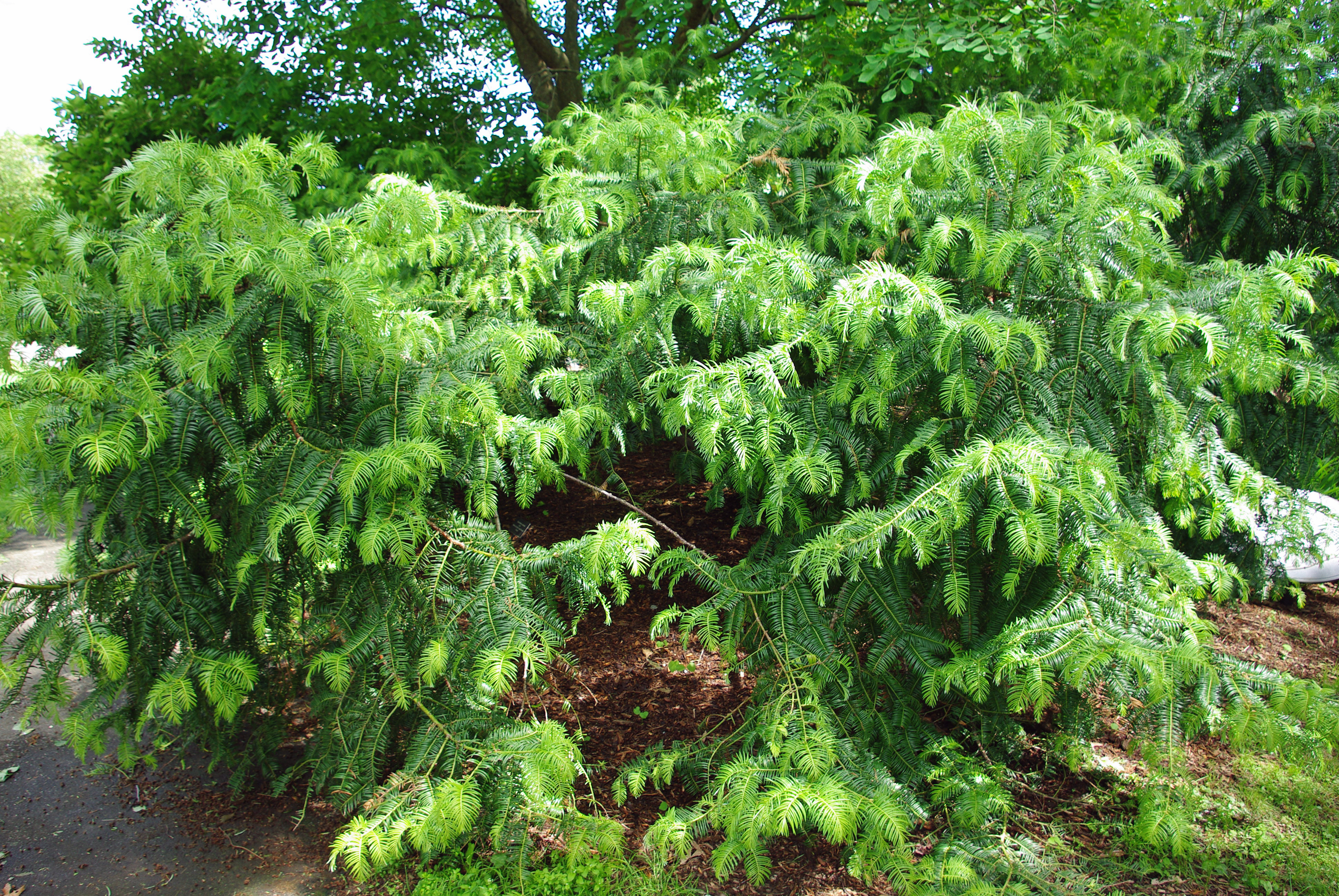
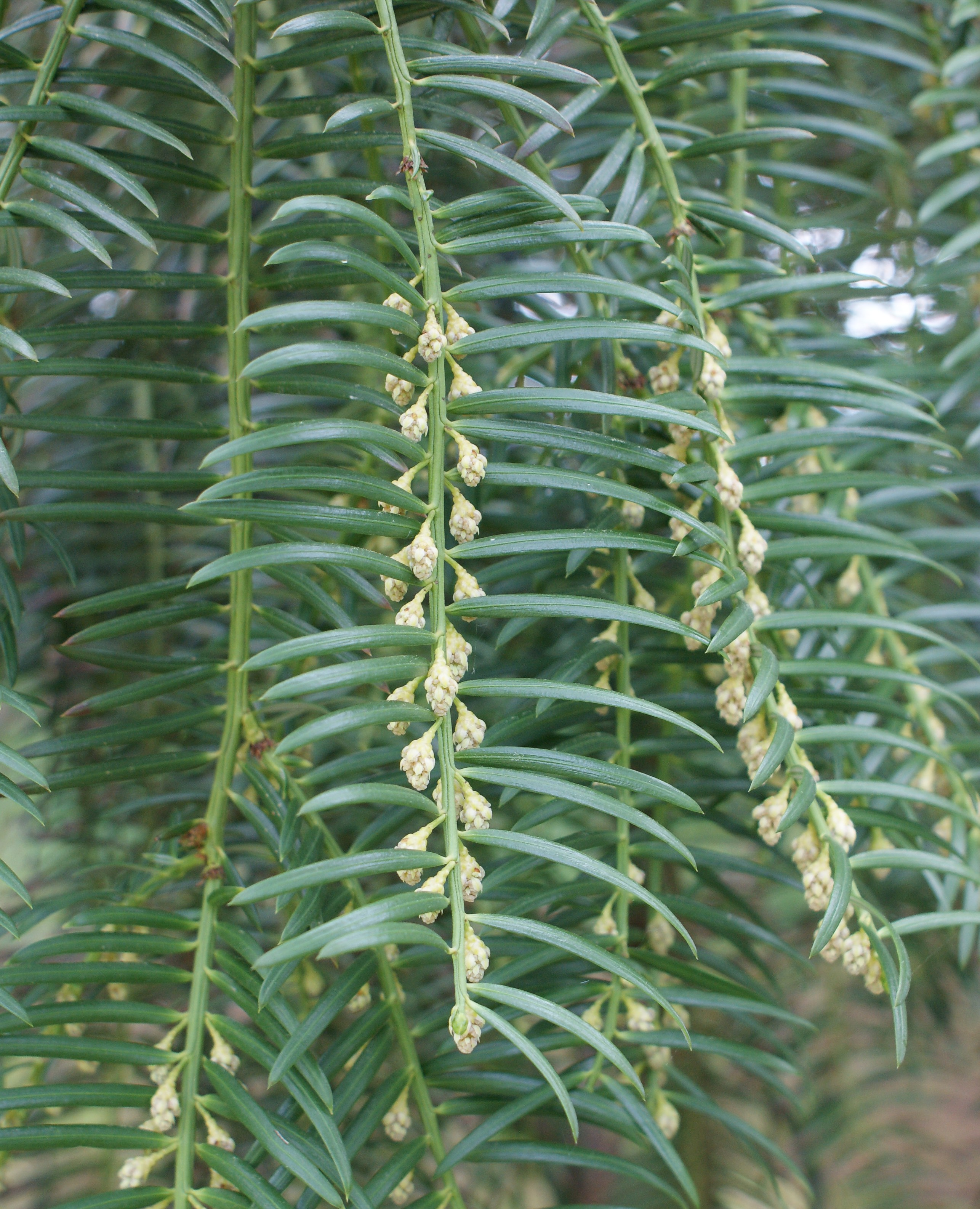